# Илек (Актюбинская область)
Илек (каз. Елек) — бывшее село в Актюбинской области Казахстана. Находилось в подчинении городской администрации Актобе. В 2018 году стало жилым массивом города Актобе в составе Алматинского административного района. Входило в состав Курайлинского сельского округа. Находится примерно в 10 км к северу от центра города Актобе. Код КАТО — 151037400.

## Население
В 1999 году население села составляло 636 человек (304 мужчины и 332 женщины). По данным переписи 2009 года, в селе проживало 1276 человек (656 мужчин и 620 женщин).